# Bir Bouhouche
Bir Bouhouche (em árabe: ﺑﺌﺮ  ﺑﻮﺣﻮش) é uma comuna localizada na província de Souk Ahras, Argélia. De acordo com o censo de 2008, a população total da cidade era de 6 380 habitantes.